# Opowieść dla przyjaciela
Opowieść dla przyjaciela – autobiograficzna powieść Haliny Poświatowskiej wydana w 1967 w Krakowie przez Wydawnictwo Literackie; Poświatowska pisała książkę pięć lat (1962–1967). 
Główną bohaterką i narratorką powieści jest sama Poświatowska. Utwór jest utrzymany w konwencji pamiętnika. Autorka opisuje fakty ze swojej biografii: chorobę (ciężka wada serca), pobyty w szpitalach i sanatoriach, wyjazd do Stanów Zjednoczonych, operację, studia podjęte na Smith College w Northampton i związane z tym trudności. Pisarka nie znała m.in. dobrze języka angielskiego, przepisywała odręcznie książki i tłumaczyła każde słowo.
Tytułowym przyjacielem jest Ireneusz Morawski, którego Poświatowska poznała 1956 roku na swoim wieczorze autorskim. Utrzymywali przez długi czas kontakt, który urwał się po wyjeździe Poświatowskiej do Stanów Zjednoczonych. Z jednej strony książka ma być listem skierowanym do Ireneusza (autorka wielokrotnie zwraca się do niego bezpośrednio w tekście), opowieścią o latach, których Morawski nie poznał, z drugiej – listem przeznaczonym dla odbiorców jej poezji.  
Książka jest utrzymana w podobnej konwencji co poezja Poświatowskiej. Pisarka posługuje się prozą poetycką. Książka to świadectwo osobistych przeżyć pisarki.